# Club Atlético Patronato de la Juventud Católica
El Club Atlético Patronato de la Juventud Católica, també conegut com a Patronato de Paraná, és un club de futbol argentí de la ciutat de Paraná.

## Història

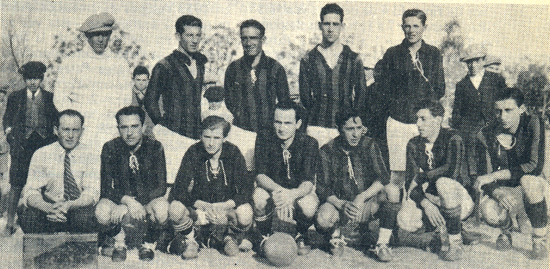
Patronato campió el 1927 de la Liga Paranaense de Fútbol.

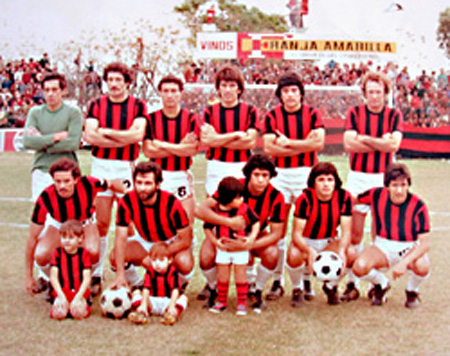
Patronato campió del Torneo Regional 1978.

El club va ser fundat el dia 1 de febrer de 1914.
El 1978 jugà per primer cop a la primera divisió argentina. El 6 de desembre de 2015 ascendí per segon cop a primera divisió, després de sis temporades a Primera B Nacional.

## Palmarès
- Torneo Argentino A: 1
  - 2009-10

- Torneo Argentino B: 1
  - 2007-08

- Torneig Regional: 1
  - 1978[5]